# Gilbert Bougnol
Gilbert Bougnol (Saint-Myon, 31 de agosto de 1866-Rueil-Malmaison, 20 de octubre de 1947) fue un deportista francés que compitió en esgrima, especialista en la modalidad de espada. Participó en los Juegos Olímpicos de París 1900, obteniendo una medalla de plata en la prueba individual profesional.

## Palmarés internacional
| Juegos Olímpicos | Juegos Olímpicos | Juegos Olímpicos | Juegos Olímpicos              |
| Año              | Lugar            | Medalla          | Prueba                        |
| ---------------- | ---------------- | ---------------- | ----------------------------- |
| 1900             | París (Francia)  | Medalla de plata | Espada individual profesional |